# شنقب شائع
الشنقب الشائع (الاسم العلمي: Gallinago Gallinago) (بالإنجليزية: Common Snipe)‏ هو طائر ينتمي إلى طيطوي وشنقب (فصيلة: Scolopacidae). وهو طائر خواض كبير الحجم، له منقار طويل ومستقيم وأرجل قصسرة. لونه بني مخطط بالأبيض ويبدو داكناً من أعلى وفاتح من أسفل، لاحظ شكل الخطوط على رأسه وعينيه، يفضل المناطق المائية العذبة، ويعتبر طائر شائع.

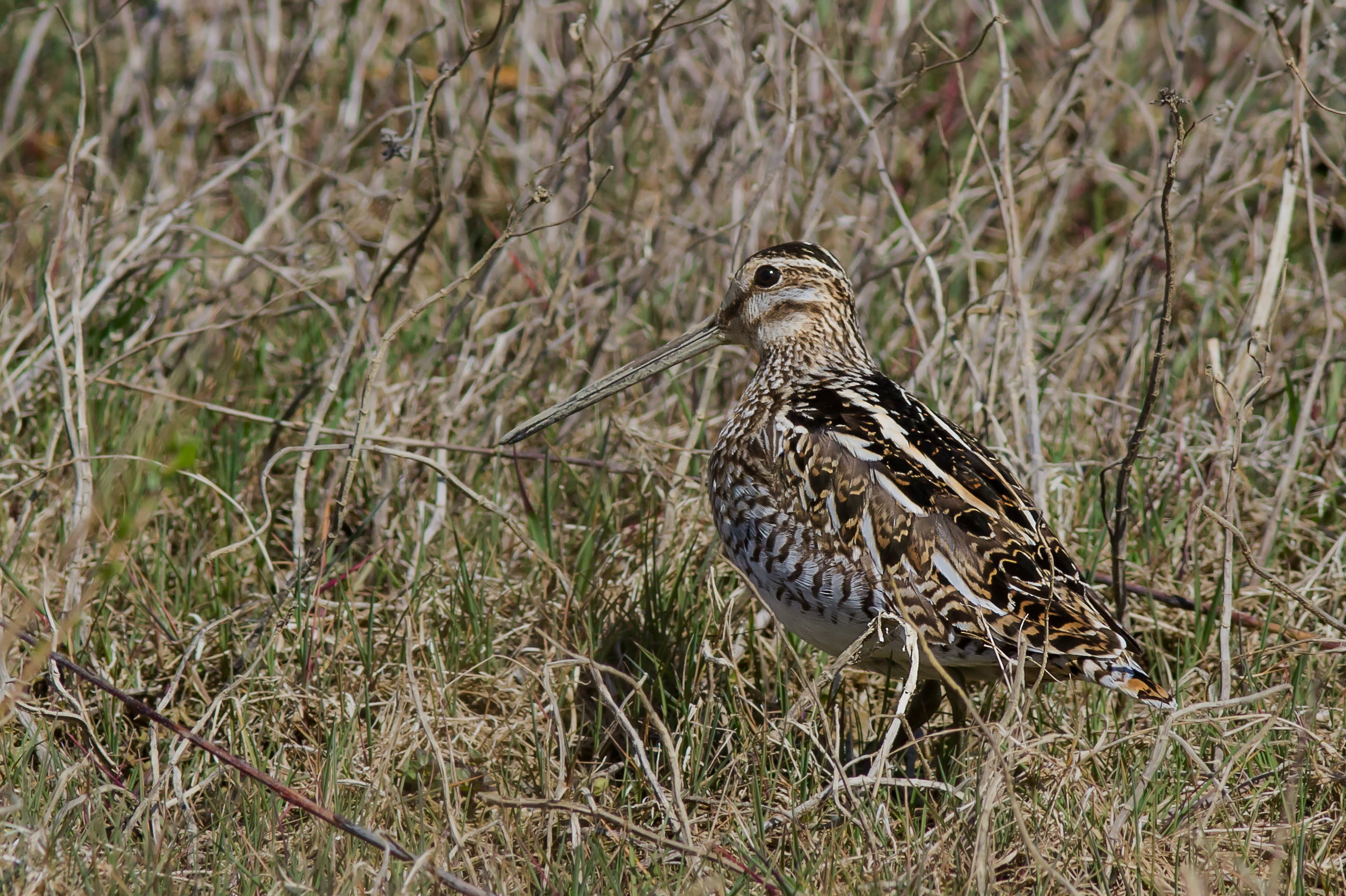
الشنقب الشائع

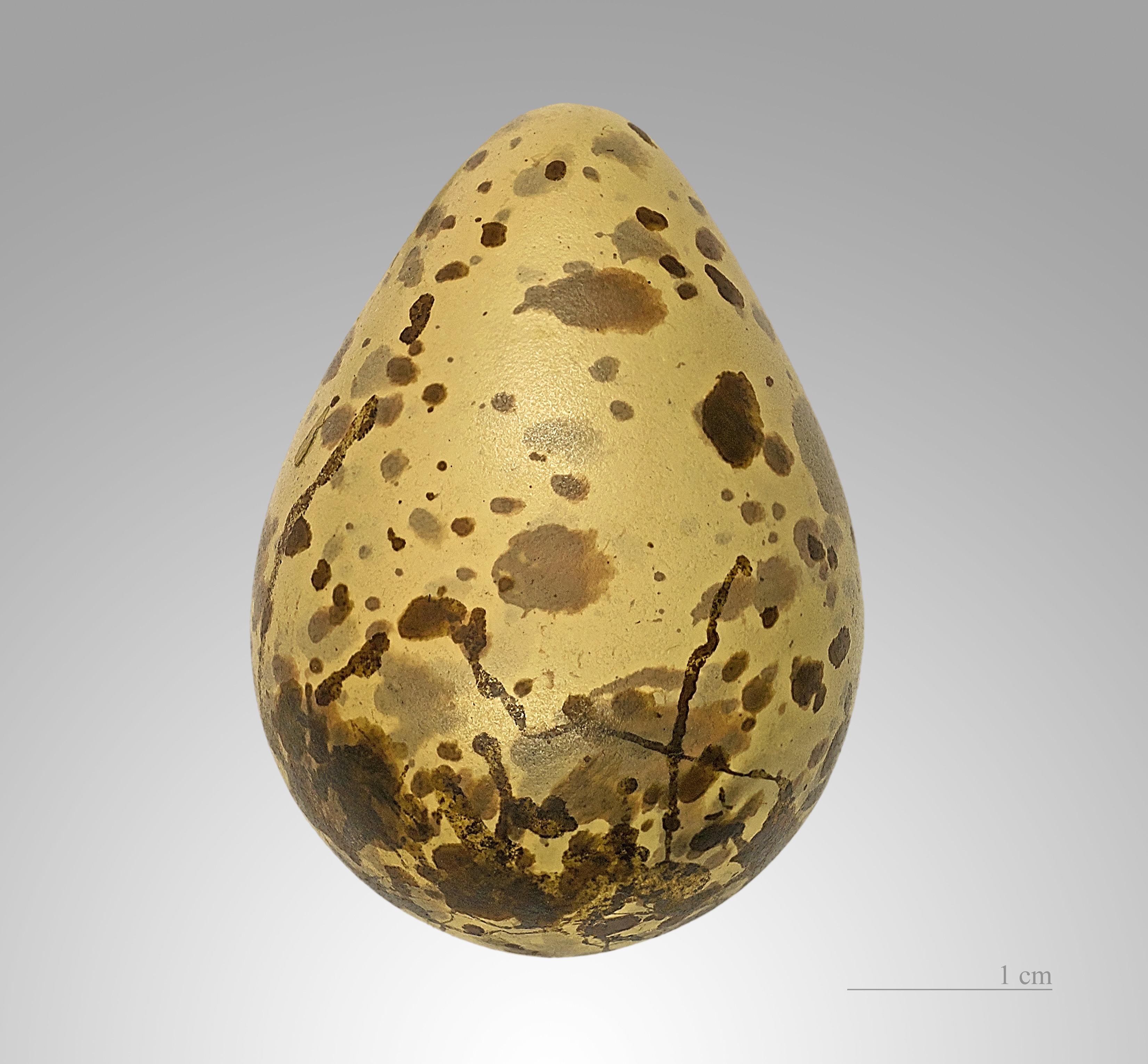
بيضة الشنقب الشائع، موجودة في متحف تولوز بفرنسا.